# Synagoga w Żydaczowie
Synagoga w Żydaczowie – nieistniejąca, drewniana bożnica w Żydaczowie o bogato zdobionym polichromiami wnętrzu. Wzniesiona w 1742 roku, została zniszczona podczas II wojny światowej.

## Historia
Pierwsze zachowane wzmianki o społeczności żydowskiej w Żydaczowie sięgają połowy XV wieku. Drewnianą synagogę wzniesiono w miejscowości w 1742 roku. W drugiej dekadzie XX w. przeprowadzono jej remont, który obejmował zmianę dachu na blaszany, jednocześnie likwidując jego załamanie.
Bożnicę zniszczono podczas II wojny światowej.

## Architektura
Synagoga była drewnianym budynkiem z zewnątrz pionowo odeskowaną salą główną o ścianach zrębowych z lisicami. Do sali głównej na planie kwadratu, o wymiarach 9 x 9 m, przylegała od zachodu sień o konstrukcji sumikowo-łątkowej, nad którą na piętrze znajdował się babiniec z dostawionymi, jednobiegowymi schodami. Ściany zewnętrzne sali głównej z bliźniaczymi oknami. Budynek wieńczył dach o konstrukcji krokwiowo-jętkowej, pseudołamany. Wnętrze sali zwieńczone zostało wbudowaną w poddasze kopułą na bębnie, do którego wkraczała nadstawa aron ha-kodesza. Niezupełnie dopasowana wysokość szafy ołtarzowej pozwala przypuszczać, iż powstała daleko od synagogi. Aron ha-kodesz ozdobiono płaskorzeźbą dwugłowego orła dzierżącego szofar i lulaw i kolumienkami, na których znalazł się motyw winorośli. Po jego bokach znalazły się bogato zdobione panneaux. Podium bimy zostało otoczone balustradą z desek wycinanych w kształcie lir.
Ściany i sklepienie sali zostały pokryte polichromiami, które wg Georgija Lukomskiego wykonali na przełomie XVIII i XIX w. Jehiel Michael syn Pereca i Samuel, syn Salomona. Ściany zdobiły iluzjonistycznie namalowane gzymsy, kasetony i portale, które podkreślały podziały architektoniczne i tworzyły obramowanie dla symbolicznych przedstawień i napisów. Nad nadprożami drzwi znajdywały się tablice z napisami oraz ilustracją Psalmu 137, zaś po obu stronach aron ha-kodesza namalowano medaliony z napisami i znakami zodiaku. Przy kopule można było zobaczyć zwierzęta z Przypowieści Praojców i wieńce z napisami. Z kolei na samej czaszy, nad aron ha-kodeszem, znalazł się dwugłowy orzeł z koroną, obok niego zaś wazony i zwierzęta.

## Galeria

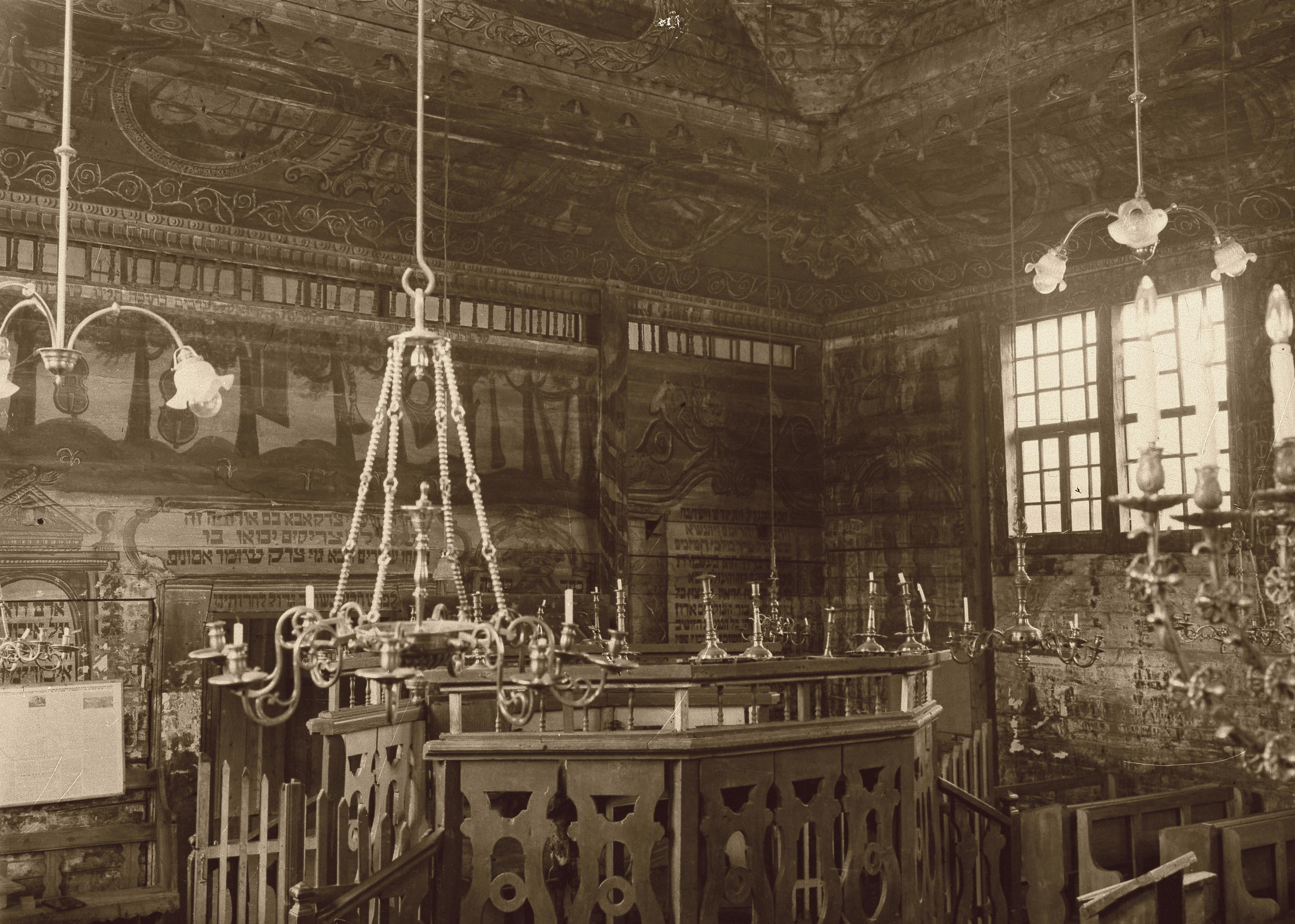
Wnętrze sali głównej, fot. Szymon Zajczyk
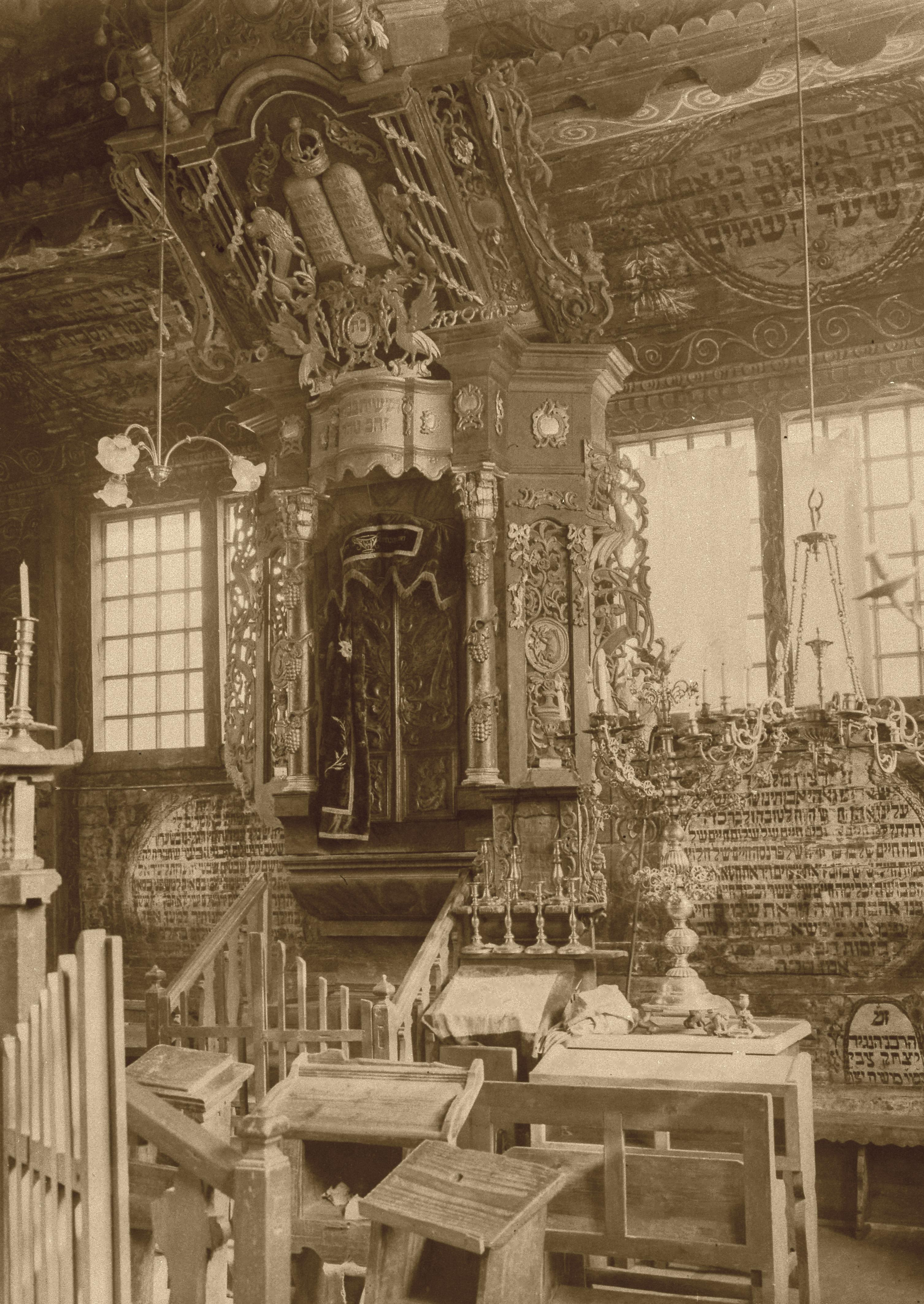
Aron ha-kodesz, fot. Szymon Zajczyk
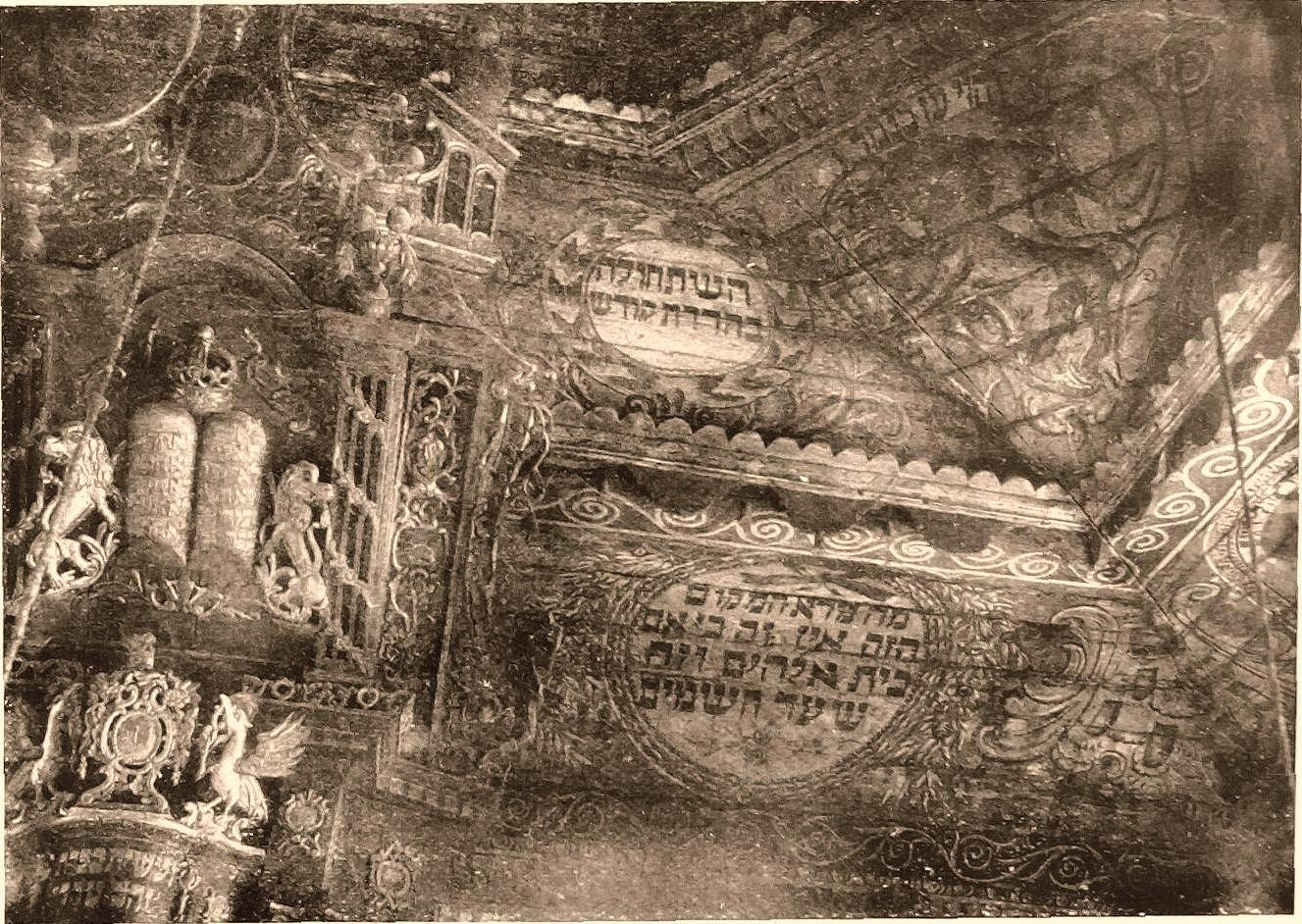
Detal z wnętrza, między 1910 a 1913, fot. Alois Breyer
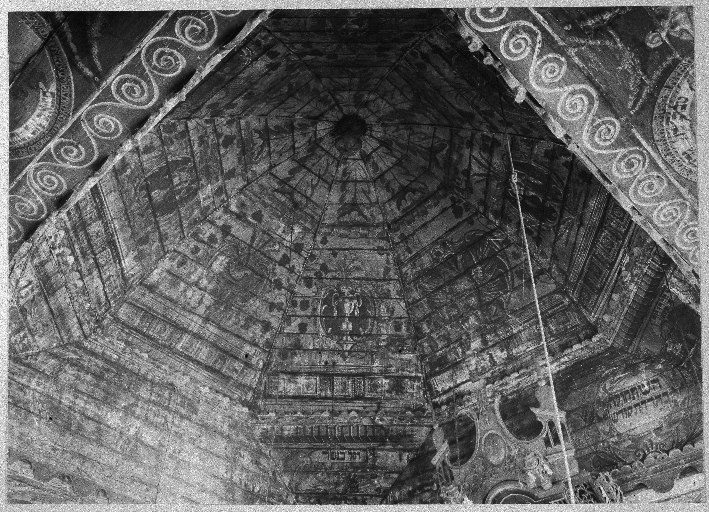
Kopuła, fot. Szymon Zajczyk